# NGC 5295
NGC 5295 (другие обозначения — MCG 13-10-9, ZWG 353.23, NPM1G +79.0112, PGC 48215) — галактика в созвездии Жираф.
Этот объект входит в число перечисленных в оригинальной редакции «Нового общего каталога».